# 萬訥河
51°24′57.53″N 8°2′40.7″E / 51.4159806°N 8.044639°E

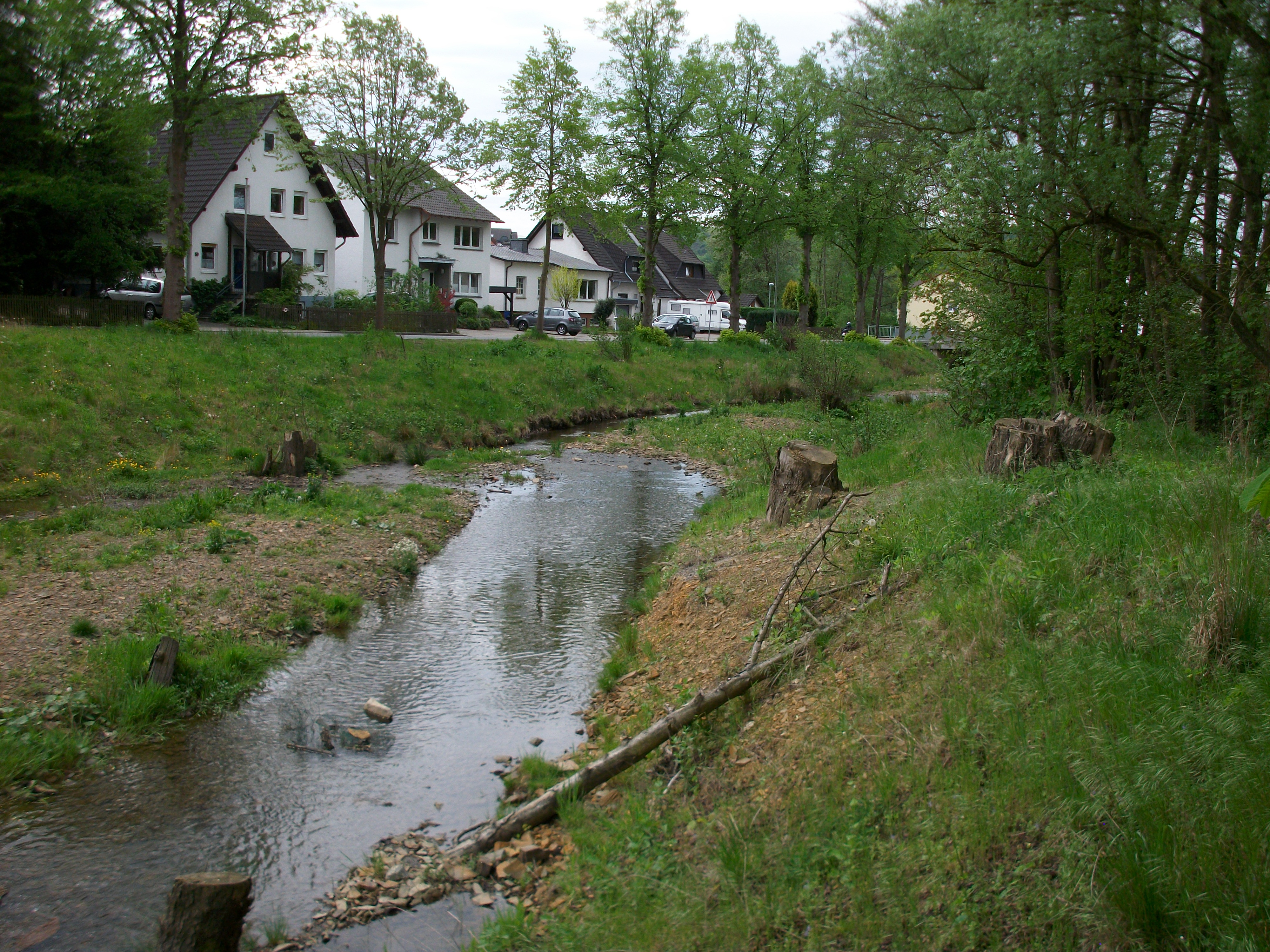

萬訥河（德語：Wanne），是德國的河流，位於該國西部，處於北萊茵-威斯特法倫州，屬於魯爾河的右支流，河道全長8.8公里，流域面積11.2平方公里，發源自阿恩斯貝格西北面。